# ملعب جيرنفالن
ملعب جيرنفالن (بالإنجليزية: Jernvallen) هو ملعب كرة قدم يقع في ساندفايكين، السويد، يتسع لـ 7,000 متفرج.

## التاريخ
افتتح الملعب في 1938.

## أهم الأحداث التي استضافها
- كأس العالم لكرة القدم 1958